# Геодезическая астрономия
Геодезическая астрономия — это раздел астрономии, в котором изучают способы определения географических координат точек земной поверхности и азимутов направлений из наблюдений светил.
В предмет геодезической астрономии входит также изучение соответствующих приборов, с помощью которых производят астрономические определения для указанных целей.
Термин «Геодезическая астрономия» указывает на большое значение этого раздела астрономии для решения научных и практических задач геодезии.

## Значение
Астрономические определения играют важную роль при производстве геодезических работ. Совместно с геодезическими и гравиметрическими данными астрономические определения на пунктах государственной геодезической сети используются для установления формы и размеров Земли, а также для выбора референц-эллипсоида, используемого для обработки результатов геодезических измерений. Из астрономических наблюдений определяются исходные геодезические данные государственной геодезической сети, т. е. географические широта и долгота начального пункта триангуляции и астрономический азимут начального направления государственной геодезической сети для ориентировки референц-эллипсоида в теле Земли.
Для правильного ориентирования геодезической сети и контроля угловых измерений на пунктах государственной геодезической сети определяются астрономические азимуты.
Астрономические определения играют важную роль при выполнении астрономо-гравиметрического нивелирования, целью которого является определение превышений точек земной поверхности относительно поверхности референц-эллипсоида. Точка земной поверхности, географические координаты которой, т. е. широта и долгота, определены при помощи астрономических наблюдений, называется астрономическим пунктом.
Астрономические пункты могут служить опорными пунктами при мелкомасштабных съемках в труднодоступных районах.

## Задачи геодезической астрономии
Астрономические определения географических координат и азимута находят широкое применение в прикладной геодезии, при геодезическом обеспечении различных инженерных работ:
- развитии и ориентировании геодезических сетей специального назначения;
- автономном определении геодезических азимутов и дирекционных углов специальных направлений;
- контроле угловых измерений в точных полигонометрических ходах и других угловых построениях;
- эталонировании точных гироскопических приборов, применяемых в маркшейдерском деле и других инженерных работах и т. д.

Во всех указанных случаях точность астрономических наблюдений определяется специальными инструкциями.

## Методы измерения
Важными методами измерения являются:
- Определение широты и определение долготы с помощью теодолитов, тахеометров, астролябий или зенитных камер
- Определение времени и положения звёзд путём наблюдения за прохождением звёзды, например, с помощью меридианных кругов (визуальных, фотографических или ПЗС-матриц)
- Определение азимута
  - для точной ориентации геодезических сетей
  - для взаимных преобразований между наземными и космическими методами
  - для повышения точности с помощью «точек Лапласа» в специальных фиксированных точках
- Определение вертикальных отклонений и их использование
  - при определении геоида
  - в математической редукции очень точных сетей
  - для геофизических и геологических целей (см. Выше)
- Современные пространственные методы
  - РСДБ с радиоисточниками
  - Астрометрия звёзд с помощью сканирующих спутников, таких как Hipparcos или будущий Gaia.

Точность этих методов зависит от прибора и его спектральной длины волны, метода измерения или сканирования, количества времени (в зависимости от экономии), атмосферной обстановки, стабильности поверхности соответственно. спутника, от механических и температурных воздействий на прибор, от опыта и мастерства наблюдателя, а также от точности физико-математических моделей.
Таким образом, точность достигает от 60 дюймов (навигация, ~1 миля (1,61 км)) до 0,001 дюйма и выше (несколько см; спутники, сверхдлинноволновая радиолокация), например:
- углы (вертикальные отклонения и азимуты) ±1" до 0,1"
- определение геоида и системы высот от 5 см до 0,2 см
- астрономические координаты широты/долготы и положения звёзд ±1" до 0,01"
- HIPPARCOS определяет положение звёзд с точностью ±0,001"
- Позиции квазаров VLBI и полюса вращения Земли от 0,001 до 0,0001 дюйма (см... мм)

Астромогеодезическое нивелирование — это локальный метод определения геоида, основанный на измерениях вертикального отклонения. При наличии начального значения в одной точке определение волнообразных колебаний геоида на территории сводится к простому интегрированию вертикального отклонения, поскольку оно представляет собой горизонтальный пространственный градиент волнообразных колебаний геоида.